# Serrasalmus neveriensis
Serrasalmus neveriensis är en fiskart som beskrevs av Machado-allison, Fink, López Rojas och Rodenas, 1993. Serrasalmus neveriensis ingår i släktet Serrasalmus och familjen Characidae. Inga underarter finns listade i Catalogue of Life.